# Tennistoernooi van Tokio 2010
Het tennistoernooi van Tokio van 2010 werd van 26 september tot en met 10 oktober 2010 gespeeld op de hardcourt-banen van het Ariake Tennis Forest Park (met overdekt center court genaamd Ariake Colosseum) in de Japanse hoofdstad Tokio.
Het toernooi bestond uit twee delen:
- WTA-toernooi van Tokio 2010, het toernooi voor de vrouwen (26 september–2 oktober), met officiële naam Toray Pan Pacific Open
- ATP-toernooi van Tokio 2010, het toernooi voor de mannen (4–10 oktober), met officiële naam Rakuten Japan Open

ATP-toernooi van Tokio‎ – WTA-toernooi van Tokio

2000 · 
2001 · 
2002 · 
2003 · 
2004 · 
2005 · 
2006 · 
2007 · 
2008 · 
2009 · 
2010 · 
2011 · 
2012 · 
2013 · 
2014 · 
2015 · 
2016 · 
2017